# Kronologija Domovinskog rata: travanj 1991.

### 1. travnja
- Vijeće za narodnu obranu i zaštitu ustavnog poretka Republike Hrvatske ocijenilo zaključke Predsjedništva SFRJ u cijelosti neprihvatljivim.[1]
- Izvršno vijeće tzv. krajine u Kninu donijelo odluku o sjedinjenju krajine Republici Srbiji.[1]
- U Kninu teroristi postavili ultimatum JNA da intervenira i da im dade oružje.[1]
- Kninski šerif Milan Martić okupljenim građanima u Kninu izjavio da mu je u telefonskom razgovoru predsjednik Srbije Slobodan Milošević obećao oružje.[1]

### 2. travnja
- Uspostava policijske postaje na Plitvicama, ili bilo gdje drugdje na području Republike Hrvatske, suvereno pravo Republike Hrvatske, stoji u priopćenju s izvanredne sjednice Vijeća za narodnu obranu i zaštitu ustavnog poretka u Zagrebu.[1]
- Na Svjetskom saboru hrvatske mladeži u Zagrebu predsjednik Republike Hrvatske dr. Franjo Tuđman najavio da će se braniti svaki pedalj hrvatskog teritorija.[1]
- Plitvice dobile policijsku postaju.[1]
- Barikade na cesti Petrinja - Kostajnica.[1]
- Vukovar okružen barikadama i gotovo potpuno blokiran.[1]
- Skupština Srbije mudro prešutila odluku tzv. krajine o pripajanju Srbiji.[1]
- Srpski teroristi razorili željezničku prugu između Trpinje i Borova.[1]
- Iz vatrenog oružja u Kašići kod Benkovca ranjen Slovenac Petar Vrečko dok se vozio u svom automobilu.[1]

### 3. travnja
- Pokopu hrvatskog policajca Josipa Jovića, ubijenog od srpskih terorista na Plitvicama, u Aržanu prisustvovalo 100.000 ljudi.[1]
- Na području Benkovca, Knina i Obrovca i dalje se uništavaju kuće Hrvata.[1]
- Problem Srba u Hrvatskoj ne treba rješavati u Beogradu, nego u Zagrebu, rekao u Ljubljani slovenski predsjednik Milan Kučan.[1]
- Na cesti kraj Gračaca srpski teroristi napali policijsku ophodnju.[1]
- Napad srpskih terorista na policijsku stanicu u Dalju.[1]

### 4. travnja
- Srpski teroristi napali tromblonskim minama policijsku postaju u Lovincu u Lici.[1]
- Savezno izvršno vijeće priopćilo da je odluka o priključenju pojedinih dijelova teritorija Republike Hrvatske Republici Srbiji pravno ništavna.[1]
- Predsjednici republika na konferenciji za novinare poslije razgovora u Beogradu izjavili da su protiv upotrebe sile dok traju razgovori.[1]
- Savezni sekretar za narodnu obranu Veljko Kadijević rekao hrvatskom predsjedniku dr. Franji Tuđmanu u Beogradu da u Hrvatskoj nema nikakvih posebnih pokreta vojske, nego da su to redovne proljetne vježbe.[1]
- U Civljanima vojska ravnodušno promatrala zlostavljanje svećenika kad su željeli iz Kijeva poći prema Splitu.[1]
- Na zahtjev stanovnika Gračaca prisilno iseljen ravnatelj Doma zdravlja, hrvatski liječnik Ratko Franetović, on je sa suprugom napustio Gračac.[1]

### 5. travnja
- JNA povela disciplinski postupak protiv svog časnika Ivana Medvedovića jer nije htio ubijati hrvatske policajce po već razrađenom planu za napad na Plitvicama.[1]
- Umirovljeniku iz Dalja Stjepanu Lučanu srpski teroristi upali u kuću i oteli mu skromnu mirovinu od 2.800 dinara.[1]
- U selu Berak kod Vukovara teže ranjena državljanka Češke i Slovačke 20-godišnja Martina Moringlova, na koju je u automobilu pucano iz seoske krčme.[1]

### 6. travnja
- Na redovnoj konferenciji za tisak u Zagrebu predsjednik Republike Hrvatske dr. Franjo Tuđman istakao: U svom izlaganju na bruxelleskoj konferenciji i u diplomatskim razgovorima izjavio sam da će Hrvatska priznati BiH čim to učine EZ i SAD.[1]
- Ministri vanjskih poslova EZ priznali BiH kao treću državu na tlu bivše Jugoslavije.[1]
- Predsjedništvo BiH za grad Sarajevo proglasilo izvanredno stanje i policijski sat.[1]
- Žestok minobacački i topovski napad na Mostar. Granate dolijeću iz smjera vojarne Sjeverni logor.[1]

### 7. travnja
- Pred sutrašnje suđenje Špegelju i drugima u Vojnom sudu u Zagrebu, optuženim za oružanu pobunu, predsjednik suda pukovnik dr. Živko Mazić rekao novinarima kako legitimitet vojnim sudovima, da u određenim krivičnim djelima sude i civilima, proizlazi iz Ustava SFRJ i Zakona o vojnim sudovima.[1]

### 8. travnja
- Predsjedništvo Sabora Republike Hrvatske prosvjedovalo zbog protuustavnog miješanja Narodne skupštine Srbije u unutarnju politiku Republike Hrvatske, kojim se kolektivno potiču krivična djela nasilne promjene republičkih granica i oružana pobuna.[1]
- U Zagrebu odgođeno suđenje Špegelju i drugima zbog demonstracija više tisuća Zagrepčana pred zgradom Vojnog suda.[1]
- Kod Donjeg Lapca izgorjela vikendica Milana Đukića, jednog od inicijatora osnivanja Srpske narodne stranke u Zagrebu.[1]
- Putnički vlak iz Virovitice kod Daruvara udario u drvenu barikadu.[1]

### 9. travnja
- Suđenje meni i optuženim Virovitičanima pred Vojnim sudom u Zagrebu ima za cilj rušenje demokracije u Hrvatskoj, rekao u intervjuu za Hrvatsku televiziju ministar obrane Republike Hrvatske Martin Špegelj.[1]
- Nakon odgode suđenja i prosvjeda, ispred Vojnog suda u Zagrebu osvanula oklopna vozila: tri vojna i dva policijska.[1]
- EZ u Luxemburgu podigao problem Jugoslavije na najvišu razinu europske politike: federalne vlasti u Beogradu upozorene da se granice ne mogu mijenjati.[1]

### 10. travnja
- Na prvoj sjednici Vrhovnog državnog vijeća, pod predsjedanjem predsjednika Republike Hrvatske dr. Franje Tuđmana, jučer navečer u Zagrebu osnovan Zbor narodne garde, s osnovnom zadaćom zaštite ustavnog poretka i teritorijalnog integriteta Republike Hrvatske.[1]
- Prema mojim spoznajama, ustaše su počinile zločine u Jasenovcu, a broj žrtava - Hrvata, Srba, Roma i Židova - kad se prebroje poimenično (a za to će biti mogućnosti) neće prelaziti brojku od trideset tisuća, rekao na HTV dr. Franjo Tuđman govoreći o posljedicama osnivanja Nezavisne Države Hrvatske 10. travnja 1941.[1]
- Nastavljena barikadna revolucija Srba u Borovu Selu kod Vukovara.[1]

### 22. travnja
- Danas se navršava godina dana od održavanja prvih poratnih, slobodnih i višestranačkih izbora u Hrvatskoj.[2]
- Zagrebački Janjevci proslavili u Dubravi godišnjicu prvih višestranačkih izbora u Hrvatskoj, a narodnom veselju, koje je potrajalo do jutra, prisustvovali i visoki uzvanici hrvatske vlasti, među njima dr. Franjo Tuđman i Josip Manolić, kojima je Dubrava i izborna jedinica.[2]
- U Pakracu miniran ugostiteljski objekt Papiga, kojeg je vlasnik Hrvat Drago Januš.[2]

### 23. travnja
- Predsjednik Tuđman primio u zagrebačkim Banskim dvorima američkog ambasadora Warrena Zimmermanna, koji ga je izvijestio o američkim pogledima na aktualno stanje jugoslavenske krize.[2]
- U Pakracu minirana vikendica pomoćnika zapovjednika Policijske stanice Pakrac Nevena Oulovskog.[2]
- Četnički vojvoda Vojislav Šešelj, nakon mitinga u Jagodnjaku kod Belog Manastira, uhićen od hrvatske policije, ali ubrzo i pušten, rekao novinarima u Belom Manastiru načelnik Policijske uprave Osijek Josip Reihl-Kir.[2]
- Okružno javno tužilaštvo u Zadru pokrenulo krivičnu prijavu zbog poticanja na terorizam protiv predsjednika Skupštine općine Benkovac Zdravka Zečevića i sekretara tzv. SUP-a Mile Martića.[2]

### 24. travnja
- U Zagrebu se sastali predsjednik hrvatske Vlade Josip Manolić i predsjednik savezne Vlade Ante Marković, kojem je upućen prigovor zbog pritiska JNA na Republiku Hrvatsku.[2]
- U Biogradu na moru minirana kuća zastupnika Hrvatskog sabora Drage Krpine.[2]
- Policijska uprava Osijek podnijela krivičnu prijavu protiv Vojislava Šešelja, Milana Paroškog i Jovana Ostojića zbog izazivanja vjerske i nacionalne mržnje te pozivanja na razbijanje teritorijalne cjelovitosti Republike Hrvatske.[2]
- U Vojvodini, prema prvim rezultatima popisa stanovništva, Hrvata je manje za 27,4 posto od prethodni popis, tako da trenutačno u Vojvodini živi 74 232 Hrvata.[2]
- Delegacija Europskog parlamenta nakon dva mjeseca završila izvještaj o stanju u Jugoslaviji s dijagnozom: Jugoslavija se suočava s ustavnom, ekonomskom i socijalnom krizom bez presedana.[2]

### 25. travnja
- Na sjednici Vrhovnog državnog vijeća u Zagreba pod predsjedanjem predsjednika Republike Hrvatske dr. Franje Tuđmana predloženo da se referendum raspiše 19. svibnja 1991 godine.[2]
- Komanda 5. vojne oblasti nedavno izdala naredbu o zabrani ulaska svim ovlaštenim osobama iz štabova Teritorijalne obrane u vojna skladišta u kojima se čuva prije oduzeto oružje i vojna oprema Teritorijalne obrane Hrvatske, saznaje Hina iz pouzdanih izvora.[2]

### 26. travnja
- U Civljanima nedaleko Knina ranjen policajac MUP-a Hrvatske, a vozač vojnog transportera odbio prevesti ranjenog policajca u Split.[2]
- Nakon osnivanja policijske postaje u selu Kijevo kod Knina, Martić postavio ultimatum MUP-u Republike Hrvatske da će, ako ne ukine navedenu postaju do 12. sati 26. travnja, ona biti ukinuta drugim sredstvima.[2]

### 27. travnja
- Vojska i Martićevi miliconari u sjevernoj Dalmaciji tenkovima okupirali hrvatska sela, a zamjenik ministra unutarnjih poslova Hrvatska Slavko Degoricija obavijestio zapovjednika Vojnopomorske oblasti u Splitu da će se postaja u Kijevu braniti svim sredstvima.[2]
- Umjesto da sprječava terorizam, Armija se jasno stavila na stranu terorista, odmetnika i samozvanih organa nepostojeće krajine, stoji u priopćenju Ministarstva unutarnjih poslova Republike Hrvatske u povodu događaja oko Policijske postave u Kijevu.[2]
- Na svaki akt primjene sile JNA će uzvratiti silom, stoji u priopćenju Saveznog sekretarijata za narodnu obranu iz Beograda.[2]

### 28. travnja
- Ako Hrvatska plaća JNA, onda je to i hrvatska armija, onda ona mora štititi legalnu vlast i ne može biti nekakva tampon-zona između dvije strane, rekao na HTV-u Stipe Mesić, član Predsjedništva SFRJ.[2]
- U Zagrebu ne prestaju mirni prosvjedi zbog suđenja uhićenim Virovitičanima i ministru obrane Martinu Špegelju u Vojnom sudu.[2]
- Predsjednik Republike Hrvatske dr. Franjo Tuđman donio odluku o imenovanju članova Republičke komisije za provedbu referenduma koji će se održati 19. svibnja 1991. godine.[2]

### 29. travnja
- U plavom dvorcu na Cetinju održan peti krug razgovora šestorice predsjednika jugoslavenskih republika: dr. Franjo Tuđman napustio konferenciju za novinare zato što su ga vrijeđali pristaše veliko-srpske politike.[2]
- Mnogi problemi u Jugoslaviji nastaju zato što Srbi smatraju da su vladajući narod u državi - rekao na konferenciji za novinare u Cetinju hrvatski predsjednik dr. Franjo Tuđman.[2]
- Hrvatsko selo Polača opkoljeno: sa sjeverne strane vojskom, a s južnom benkovačkom milicijom.[2]
- Čelnici hrvatskih stranaka poslije upada JNA u Kijevo traže od hrvatske vlasti da organizira svenarodni otpor protiv velikosrpske politike Slobodana Miloševića, koju on provodi preko vojske i četničkih grupa u Kninu.[2]
- U Okružnom sudu u Zagrebu počelo suđenje Željku Ražnatoviću Arkanu i trojci Srba optuženih za pripremanje i pomaganje oružane pobune u Hrvatskoj.[2]

### 30. travnja
- Bivši guverner savezne države Minnesota Rudy Perpich odlučio da ne prihvati funkciju ministra vanjskih poslova Republike Hrvatske, jer bi u tom slučaju mogao izgubiti američko državljanstvo, javila agencija UPI.[2]